# Jean Maria Nicolaus Bellot
Jean Maria Nicolaus Bellot, v českých zdrojích též Nicolaus Bellot (17. února 1797 Fontainebleau – 24. května 1880 Praha ) byl český podnikatel francouzského původu, spoluzakladatel zbrojařské firmy Sellier & Bellot.

## Život
Na pařížské polytechnice studoval problematiku třaskavin, v roce 1820 vynalezl lepší náplň perkusní zápalky, kdy směs třaskavé rtuti s černým střelným prachem zalisoval do měděného obalu.
V roce 1825 získal francouzský průmyslník Louis Sellier privilegium pro výrobu perkusních zápalek, neměl však dostatečné odborné vědomosti, kvůli kterým pozval do Prahy svého krajana Jeana Bellota. Spolu v roce 1826 uzavřeli smlouvu o spolupráci a poté společný podnik, který založili východně za branami Prahy na Parukářce. Původně plánovali zde jen rozjet výrobu a poté řídit podnik ze zahraničí, Bellot se však v Praze 12. července 1827 oženil s Alžbětou Vackovou, takže se zde usadil, zatímco Sellier pobýval většinu času v Prusku.
V roce 1832 došlo v továrně k nehodě, při které Bellot oslepl, přesto se však po určité době vrátil k vedení podniku. Poté, co v roce 1870 Sellier zemřel, odprodal v roce 1872 Bellot svůj podíl ve firmě.
Zemřel roku 1880 v Praze a byl pohřben v rodinné hrobce na Olšanských hřbitovech.
S manželkou Elisabetou, rozenou Vackovou (1807–1860) měl Bellot sedm dětí. Jedna z dcer Anna Sophie se provdala za Rudolfa von Starck.